# Lijst van trainers van VfB Stuttgart
Deze lijst omvat de voetbalcoaches die de Duitse club VfB Stuttgart hebben getraind vanaf 1976 tot op heden.
- Pellegrino Matarazzo (2020-)
- Tim Walter (2019)
- Nico Willig (2019)
- Markus Weinzierl (2018–2019)
- Tayfun Korkut (2018)
- Hannes Wolf (2016-2018)
- Olaf Janßen (2016)
- Jos Luhukay (2016)
- Jürgen Kramny (2015-2016)
- Alexander Zorniger (2015)
- Huub Stevens (2014-2015)
- Armin Veh (2014)
- Huub Stevens (2014)
- Thomas Schneider (2013–2014)
- Bruno Labbadia (2010–2013)
- Jens Keller (2010)
- Christian Gross (2009–2010)
- Markus Babbel (2008–2009)
- Armin Veh (2006–2008)
- Giovanni Trapattoni (2005–2006)
- Matthias Sammer (2004–2005)
- Felix Magath (2001–2004)
- Ralf Rangnick (1999–2001)
- Rainer Adrion (1999)
- Wolfgang Rolff (1998)
- Winfried Schäfer (1998)
- Joachim Löw (1996–1998)
- Rolf Fringer (1995–1996)
- Jürgen Sundermann (1995)
- Jürgen Röber (1993–1995)
- Christoph Daum (1990–1993)
- Willi Entenmann (1990)
- Arie Haan (1987–1990)
- Egon Coordes (1986–1987)
- Willi Entenmann (1986)
- Otto Barić (1985–1986)
- Helmut Benthaus (1982–1985)
- Jürgen Sundermann (1980–1982)
- Lothar Buchmann (1979–1980)
- Jürgen Sundermann (1976–1979)
- Rudi Gutendorf (1965-1966)